# Diocese de Simla e Chandigarh
A Diocese de Simla e Chandigarh (Latim: Dioecesis Simlensis e Chandigarhensis) é uma diocese localizada nos municípios de Ximelá, no estado de Himachal Pradexe e em Chandigar, capital dos estados de Panjabe e Harianá. Pertencente a Arquidiocese de Deli na Índia. Foi fundada em 4 de junho de 1959 pelo Papa Pio XII. Com uma população católica de 21.575 habitantes, sendo 0,1% da população total, possui 57 paróquias com dados de 2020.

## História
Em 4 de junho de 1959 o Papa Pio XII divide a Arquidiocese de Delhi e Simla, criando a atual Arquidiocese de Deli  e a Diocese de Simla.  Em 1964 a Diocese de Simla tem seu nome alterado para Diocese de Simla e Chandigarh.

## Lista de bispos
A seguir uma lista de bispos desde a criação da diocese em 1959.
|                              | Nome                         | Período                      | Notas                                |
| Bispos de Simla e Chandigarh | Bispos de Simla e Chandigarh | Bispos de Simla e Chandigarh | Bispos de Simla e Chandigarh         |
| ---------------------------- | ---------------------------- | ---------------------------- | ------------------------------------ |
| 5º                           | Inácio Loyola Mascarenhas    | 2009 - atual                 |                                      |
| 4º                           | Gerald John Mathias          | 1999 - 2007                  | Nomeado bispo de Lucknow             |
| 3º                           | Gilbert Blaize Rego          | 1971 - 1999                  |                                      |
| 2º                           | Alfred Fernández             | 1967 - 1970                  | Nomeado bispo de Allahabad           |
| 1º                           | John Burke                   | 1964 - 1966                  | Nomeado bispo de Bononia na Bulgária |
| Bispos de Simla              |                              |                              |                                      |
| 1º                           | John Burke                   | 1959 - 1964                  | Nomeado bispo dessa diocese          |
| Administrador apostólico     |                              |                              |                                      |
| 1º                           | Joseph Alexander Fernandes   | 1966 - 1967                  |                                      |